# 3142 Kilopi
3142 Kilopi је астероид главног астероидног појаса са средњом удаљеношћу од Сунца која износи 2,553 астрономских јединица (АЈ).
Апсолутна магнитуда астероида је 12,3.